# スラッシュドット効果
スラッシュドット効果（スラッシュドットこうか、英語: Slashdot effect）もしくはフラッシュクラウド（英語: flash crowd）は、定番の大きなWebサイトが小さなサイトをリンクして、過大なトラフィックをもたらすときに起きる。
これは、小さなサイトに過負荷を与え、処理速度の低下をもたらしたり、利用不能になったりする。
この名前は、技術系ニュースサイト「スラッシュドット」からのリンクに起因する絶大なWebトラフィックに由来する。

## 用語法
ジャーゴンファイルによると、「スラッシュドット効果」という用語は、定番のスラッシュドットのニュースサービスの記事において、あるサイトが言及された後に、非常に多くの人々がそのサイトを見に来ることに起因して、Webサイトがアクセス不能になっている現象をいう。
これは後に、定番のサイトに掲載されることによるあらゆる同様な効果も説明するために拡張され、より一般的で適切なフラッシュクラウドという用語と同等の意味になっている。
日本においては、2ちゃんねるで紹介されたサイトに同様の現象が見られるため、これを2ちゃんねる効果と呼ぶ者もいる。一方、2ちゃんねるよりも社会的影響力が低いスラッシュドット日本語版に関してそのトラフィック効果に関して言われることはほとんど無い。
同様の現象は、Yahoo!ニュースでも見られる。こちらはリンク先へ直接リンクが張られているのではなく、一旦Yahoo!内を経由しており、多数のアクセスにより混雑している、ページが正常に表示されない可能性があるという旨が表示されることがある。

## 支援策と予防策
スラッシュドット効果に対処するために、多くのソリューションが各サイトに提案されてきた。
たとえオリジナルのサイトが反応しなくなったとしても、そのコンテンツの閲覧可能性を保つために、スラッシュドットからリンクされているすべてのページを自動的にミラーするシステムがいくつかある。